# Хаммоуда Наталія
Хаммо́уда Ната́лія Петрі́вна (Ду́тка) — (народилася 1 грудня 1974 року в селі Кошилівці, Заліщицького району, Тернопільської області) — українська письменниця, громадська діячка, волонтерка, засновниця літературного проєкту дитячого та юнацького напрямку «Колиска дитинства».

## Родина
Народилася Наталія в звичайній українській сім'ї на Тернопільщині, де завжди поважали народні традиції, рідні звичаї, берегли українську мову, пісню та книгу. Мама - Марія Йосипівна Дутка (Дутка).  Батько - Петро Григорович Дутка. Проживає в Італії. Одружена. Матір трьох дітей. Має онуку.

## Освіта
В 1981 році пішла до  місцевої школи села Кошилівці, де навчалася до третього класу, а потім перейшла на навчання в сусідню Подільську середню школу, яку закінчила  в 1992 році.
Навчалася в Далекосхідний федеральний університет на фікультеті Клінічна психологія, де набула спеціальності психолога.  Пізніше вступила до МЕІ (післядипломна освіта), в якому здобула другу спеціальність — бухгалтер сільськогосподарської діяльності.

## Трудова діяльність
З 1993 по 1996 роки працювала кухаркою на СПН 702 на річці Індігірка в період навігацій. З 1996 по 1998 працювала в  пологовому відділенні Білогорської Центральної районної лікарні Абийського улуса Республіка Саха. Повернувшись в Україну, з 1999 по 2001 рік працювала вихователькою в Кошилівському дитячому садочку «Сонечко». З 2001 до 2010 року проживала в Італія. З 2010 до 2020 року проживала та працювала в Тунісі в місті Махдія. В 2020 році повернулася в Італію, де й проживає дотепер у місті П'яченца. Наразі працює перекладачем в обласній поліклініці та інших соціально-правових структурах.

## Творчість
Ще навчаючись в Подільській школі отримала підтримку своєї творчості від вчителя української мови та літератури Дмитра Васильовича Салітри. Це й стало поштовхом до розвитку творчих здібностей. З одинадцяти до чотирнадцяти років у творчому доробку мала близько сотні віршів. На жаль всі втрачені.
● Перша книга «Свобода не приходить ненароком» (перше видання) це поетична збірка. До неї йшла майже п'ять років. Видавництво «Серце партіота», м. Ужгород, 2014 рік. Передмова Іван Житник, редакторка Жук Валентина Іванівна, видавництво  ISBN 988-988-9735-01-0
● Друге видання книги «Свобода не приходить ненароком». Видавництво «ТОВ Інтерсервіс»,  редакторка-упорядниця Яблонська Оксана Валентинівна м. Київ, 2015 рік. ISBN 978-617-696-428-5
● Авторка повісті «Звір». ТОВ «Видавництво «Український пріоритет», м. Київ,2022 рік.  ISBN 978-617-7899-88-3
● Авторка електронної книги «Мереживо людських доль» , видавництво Мультимедійне видавництво Стрельбицького
● Авторка електронної книги «Звір», видавництво Мультимедійне видавництво Стрельбицького, 2017 рік. Режим доступу: https://knigogo.com.ua/chitati-online/zvir/
● Авторка перших чотирьох томів літописного, багатотомного колекційного видання новел «Соло Надірваних Струн», присвячених загиблим героям сучасної російсько-української війни (Львівщина, Київщина, Луганщина, Херсонщина):
● Соло Надірваних Струн, том 1, Львівщина, ТОВ «Час Змін Інформ» м. Біла Церква, 2019 рік. Епіграфи Марії Дребіт. Передмова Дарія Склярик  та Череп-Пероганич Тетяна Павлівна ISBN 978-617-7477-57-9
● Соло Надірваних Струн, том 2, Київщина, ТОВ «Час Змін Інформ» м. Біла Церква, 2020 рік.Епіграфи Марії Дребіт.  Передмова Бригас Олександр Іванович та Костянтин Климчук, ISBN 978-617-7477-78-4
● Соло Надірваних Струн, том 3, Луганщина, ТОВ «Видавництво «Український пріоритет», м. Київ,2022 рік.Епіграфи Марії Дребіт. Передмова Жук Валентина Іванівна ISBN 978-617-7899-79-1
● Соло Надірваних Струн, том 4, Херсонщина, ТОВ «Видавництво «Український пріоритет», м. Київ,2023 рік.Епіграфи Марії Дребіт.  Передмова Махно Василь Іванович ISBN 978-617-7899-97-5
● Соло Надірваних Струн, том 5. Вінниччина. ТОВ «Видавництво «Український пріоритет», м. Київ. Передмова Дяків Оксана Іванівна 2025 рік.  ISBN 978-617-8345-38-9
Співавторка колективних поетичних збірок та альманахів. Співпрацює із журналами «Дніпро» та «Дзвін» та газетою Вільне життя.
Співавторка поетичних збірок:
1. Говорить Майдан: збірка революційної поезії: Київ, видавничий дім «Чорнильна Хвиля», ISBN 978-966-2731-14-9.  400 ст. 2014 рік.
2. Нас світло правди кріпить і єднає: – Львів: Видавництво «Растр-7», 2017. – 300 с., ISBN 978-617-7497-28-7
3. Віідлуння Майдану: Борщів. район. літ.-мистец. об-ня «Ліра»: [кол. зб. поетів України] / упоряд. і вступ. ст. Любарська Леся Михайлівна. – Тернопіль: Терно-граф,   2014. – 285 с.
4. Абетковий словограй: Видавництво Міністерство освіти і науки України. №5 (74) 2018 рік.
5. Воїнам світла: колективний подарунковий збірник поезій.- Мукачеве, волонтерське видавництво «Серце патріота», Благодійний фонд «Віта Дольче», 2015. Вид.1 і 2-е - 256 с.
6. Живи, Надіє!: колективна збірка поезій.- Мукачеве, Благодійний фонд «Віта Дольче», 2015.- 140 с.
7. Голоси Севами: поетичний альманах. / Упоряд. Яблонська Оксана Валентинівна – Київ, 2017рік. ISBN 978-617-7026-50-0  320 ст.
8. Поетична топоніміка - Редактор-упорядник Любов Сердунич, передмова Юрія Пероганича. — Хмельницький: Видавець ФОП Цюпак А. А., — 2015. 228 сторінок. ISBN 978-617-513-350-7
9. Мальви для Героя: Дніпровська академія неперервної освіти “ДОР” Дніпро 2019 рік.
10. На крилах душі: літературно-мистецький кіш «Ріднокрай»,  2019 рік. Кпорядник Печора Олександр Андрійович.
11. Музика моря: поезія і проза. Видавництво «Донбас на долоні», 2019 рік. ISSN 22-26-35-86, 90 cт.
12. Маленькі історії на кожен день: збірка оповідань. Видавництво «Графік Стар»  – Львів. 2017 рік.  ISBN 978-966-2598-93-3
13. Журнал Дзвін  №8 2016 року. Добірка емігрантських віршів «Поети з вирію» Видавництво  Дзвін Львів.
14. Наше слово: збірка поезії та прози з-за кордону. Видавництво  Писаний Камінь  – Косів,  2015 рік.
15. Дух Землі: співавторська збірка до 24-ї річниці незалежності України. Видавництво «Лілія»  Стасюк Лілія Сергіївна– Львів, 2015 рік.
16, Дякую, мамо, тобі за життя!: вірші. Видавництво Ребрик Іван Михайлович – Харків 2017 рік.
17. Літературно-мистецький журнал «Чорнильна Хвиля» Видавництво «Чорнильна Хвиля» – Київ, 2015 рік. ISBN 977-241-0617-00-0   ISSN 2410-6178
18. Зоряна криниця: збірка поезії. Видавництво «Літо-Сфера» – Покровськ, 2016 рік.
19. Зоряна криниця: збірка  поезій. Видавництво «Літо-Сфера» – Покровськ, 2018 рік, 440 ст.
20. Пригорнусь душею до Вкраїни: збірка поезій закордонних поетів. Видавництво ФОП Ребрік Ю.М.– Харків, 2017 рік.
22. Намалюй мені ніч: збірка переможців однойменного конкурсу. Видавництво Склянка Часу*Zeitglas – Канів, 2015 рік.
22. Спасибі, що ти є: колективна збірка поезії про кохання. Видавець «ЛБС-Україна» -– Покровськ, 2016 рік.
23. Антологія Всеукраїнського конкурсу малої прози імені Івана Чендея/Літературна премія імені Івана Чендея ISBN 978-617-8046-53-8,  340 cт.
24. Дніпро (журнал) №1-12.2023 рік. 260 ст.
25. Леонтович  єднає міста. Збірка поезії. Видавець ФОП Ребрік Ю.М. 2018 рік. 152 ст. ISSN 2226-3586
●  Засновниця проекту та сторінки, на теренах ФБ, «Колиска дитинства » https://www.facebook.com/groups/Koliska.didinstva/?locale=uk_UA

## Пісні
Авторка близько ста пісенних текстів до мелодій кримського композитора Олексія Раджабова, а також німецького Андрія Шпехта, українських: Марії Дребіт. Михайла Андрущака, Володимира Сірого, Герца Михайла Михайловича та інших.
- Режим доступу: https://www.youtube.com/watch?v=gZr0_ryFWD0&t=16s

- Режим доступу: https://www.youtube.com/watch?v=nik_tyrr2Ng

- Режим доступу: https://www.youtube.com/watch?v=DaPQz8XH-No

- Режим доступу: https://www.youtube.com/watch?v=Mpgfh4fWS3c

- Режим доступу: https://www.youtube.com/watch?v=d6y4kCCVvRk

- Режим доступу: https://www.youtube.com/watch?v=1jbcvuJojnc

- Режим доступу: https://www.youtube.com/watch?v=nS6-pZR1GTM&t=42s

- Режим доступу: https://www.youtube.com/watch?v=hOaf7gZke6g&t=3s

- Режим доступу: https://www.youtube.com/watch?v=qrT7bUmrsNg

- Режим доступу: https://www.youtube.com/watch?v=2w_E0OXa_tA

- Режим доступу: https://www.youtube.com/watch?v=SDJ-QygvCYs

- Режим доступу: https://www.youtube.com/watch?v=7Rj4fpxenM4

- Режим доступу: https://www.youtube.com/watch?v=qjR2VKIvc-0

- Режим доступу: https://www.youtube.com/watch?v=rtvv1-98k28

- Режим доступу: https://www.youtube.com/watch?v=Ov48iFWmN6g

## Відзнаки
- Фіналістка конкурсу «Pro Patria» 2014рік.

- Лауреатка Міжнародного літературного конкурсу «Обранці Небес» імені Василя Стуса — ІІ місце в номінації «Проза» 2017 рік.

- Лауреатка Міжнародного літературного конкурсу «Обранці Небес» імені Василя Стуса — ІІІ місце в номінації «Поезія» 2017 рік.

- Дипломантка літературного конкурсу «Зоряна Криниця» 2017 рік.

- Фіналістка літературного конкурсу короткої прози «Книготека онлайн» — ІІ місце, 2022 рік.

- Фіналістка Міжнародного конкурсу «Гімн дипломата» pidsumki-mizhnarodnogo-konkursugimn-diplomata-abo-diplomatija-ce-poklikannya ІІІ місце, Кувейт 2019 рік.

- Гран-Прі у Літературна премія імені Івана Чендея, номінація «Мала проза».

- Фіналістка у Літературний конкурс видавництва «Смолоскип» в номінації «Коротка проза». aureativ-literaturnimi-premiyami.

## Громадська діяльність
Ініціаторка відкриття бібліотеки української книги при Посольство України в Тунісі. Засновниця громадського осередку "Об'єднані Тунісом", в якому зібрала Українців Тунісу - однодумців-патріотів, які активно пропагують українську культуру та мову в межах Африканського континенту. Вірш Наталії Хаммоуди "Кримськіому народу" був розміщений на Прапорі кримських татар, який облетів весь світ і повернувся до  Музею Криму з підписами громад.  Волонтерка від початку Майдану Незалежності. Вірші Наталії звучали з трибун під час Революції гідності. Організаторка Шевченківських днів в Тунісі та Італії. Створила у соціальній мережі Facebook сторінку рідного села Кошилівці, де зібрала багато матеріалів та фото,  відновила багато історичних фактів, які вже були практично втрачені. Активна учасниця мітингів та акцій на різних рівнях у підтримку національно-патріотичних дій в Тунісі та Італії. Членкиня Волонтерської Асоціації "NADIYA ODV"  з міста П'яченца. Від 20.05.2025 року вибрана віцепрезидентом профспілкової організації для закордонних працівників "ALS" https://www.alsmcl.it/ у місті П'яченца.